# Grand Prix du Comminges
Grand Prix du Comminges je bila avtomobilistična dirka, ki je med letoma 1925 in 1952 potekala v Franciji.

## Zmagovalci
| Leto | Zmagovalec                 | Dirkalnik                  | Poročilo |
| ---- | -------------------------- | -------------------------- | -------- |
| 1952 | André Simon Alberto Ascari | Ferrari 500                | Poročilo |
| 1949 | Charles Pozzi              | Delahaye                   | Poročilo |
| 1948 | Luigi Villoresi            | Maserati 4CLT/48           | Poročilo |
| 1947 | Louis Chiron               | Talbot Monoplace C39       | Poročilo |
| 1939 | René Le Bégue              | Talbot MD90                | Poročilo |
| 1936 | Jean-Pierre Wimille        | Bugatti T59/57             | Poročilo |
| 1935 | Raymond Sommer             | Alfa Romeo Tipo-B 'P3'     | Poročilo |
| 1934 | Franco Comotti             | Alfa Romeo Tipo-B 'P3'     | Poročilo |
| 1933 | Luigi Fagioli              | Alfa Romeo Tipo-B 'P3'     | Poročilo |
| 1932 | Goffredo Zehender          | Alfa Romeo 8C 2300 'Monza' | Poročilo |
| 1931 | Philippe Etancelin         | Alfa Romeo 8C 2300 'Monza' | Poročilo |
| 1930 | François Miquel            | Bugatti T35C               | Poročilo |
| 1929 | Philippe Etancelin         | Bugatti T35C               | Poročilo |
| 1928 | William Grover-Williams    | Bugatti T35C               | Poročilo |
| 1927 | François Eysermann         | Bugatti T37                | Poročilo |
| 1926 | Louis Chiron               | Bugatti T35                | Poročilo |
| 1925 | M Goury                    | Bignan B                   | Poročilo |